# Onitis uncinatus
Onitis uncinatus là một loài bọ cánh cứng trong họ Bọ hung (Scarabaeidae).